# Kusaczka łuskowana
Kusaczka łuskowana (Grallaria chthonia) – gatunek małego ptaka z rodziny kusaczek (Myrmotheridae). Występuje endemicznie w zachodniej Wenezueli. Opisany naukowo w 1956, nie był widziany do 2016. Krytycznie zagrożony wyginięciem.

## Taksonomia
Po raz pierwszy gatunek opisali Alexander Wetmore i W.H. Phelps w 1956 na łamach Proceedings of the Biological Society of Washington. Holotyp pochodził z Hacienda La Providencia z okolic Río Chiquito w stanie Táchira w zachodniej Wenezueli (przy granicy z Kolumbią). Był to samiec odłowiony 10 lutego 1955 na wysokości 1800 m n.p.m. Trafił do kolekcji Phelpsa; później przechowywany był w zbiorach w Waszyngtonie. Autorzy nadali nowemu gatunkowi nazwę Grallaria chthonia, która jest obecnie (2020) podtrzymywana przez Międzynarodowy Komitet Ornitologiczny (IOC). Uznaje on gatunek za monotypowy. Epitet gatunkowy oznacza z greki ziemski (od  χθων khthōn – ziemia).

## Morfologia
Długość ciała wynosi około 17–18 cm. Wymiary holotypu: długość skrzydła 97,8 mm, długość ogona 38,7 mm, długość górnej krawędzi dzioba 26,8 mm, długość skoku 43,7 mm. Wierzch ciała brązowawy, ciemię i tył szyi szare. W górnej części grzbietu, na gardle i pokrywach usznych występują czarne paski. Widoczny biały pasek przyżuchwowy. Spód ciała brudnobiały, po bokach ciała widoczne jest szare paskowanie, podobnie jak i na piersi. Dziób, nogi i stopy niebieskoszare.

## Zasięg występowania
Gatunek znany wyłącznie z zachodniej Wenezueli, z siedliska typowego i Parku Narodowego El Tamá.

## Ekologia i zachowanie
W miejscu odkrycia gatunku pozyskano 4 okazy na wysokościach 1800–2100 m n.p.m., na terenie gęstego i wysokiego lasu mglistego. Późniejsze obserwacje miały miejsce na wysokości do 2300 m n.p.m.

## Status
IUCN uznaje gatunek za krytycznie zagrożony wyginięciem (CR, Critically Endangered) nieprzerwanie od 2008 (stan w 2020). Wcześniej w latach 2004 i 2000 uznano gatunek za zagrożony (EN, Endangered), w 1996 i 1994 za narażony na wyginięcie (VU, Vulnerable). Poszukiwania we wrześniu 1990 i grudniu 1996 zakończyły się fiaskiem. Las w siedlisku typowym został w całości wycięty pod plantacje kawy; pozostały tylko lasy w jego okolicy. W wydanej w 2012 książce Extinct birds gatunek ten opisano jako prawdopodobnie wymarły. 25 czerwca 2017 w serwisie All About Birds prowadzonym przez organizację Cornell Lab of Ornithology ogłoszono ponowne odkrycie tego gatunku w czerwcu 2016 przez Jhonathana Mirandę. Wtedy też po raz pierwszy sfotografowano żyjącego ptaka i nagrano jego głos. Liczebność populacji, według szacunków, nie przekracza 50 osobników, a jej trend uznawany jest za spadkowy.